# Friedrich Franz Roth
Friedrich Franz Roth (ur. 27 września 1835 w Bambergu, zm. 1924) – niemiecki lekarz, radca sanitarny.
Studiował w Monachium, Würzburgu, Wiedniu i Berlinie. Tytuł doktora medycyny otrzymał w 1858 roku, od 1862 praktykował w Bambergu, od 1875 Bezirksarzt, od 1881 dyrektor miejskiego szpitala. Zmarł w 1924 roku.

## Prace
- Ueber Impfrothlauf: Vortrag, gehalten im ärztlichen Bezirksvereine Bamberg. Jos. Ant. Finsterlin, 1878
- Dr. Adalb. Friedr. Marcus, der erste dir. Arzt in Bamberg, Darstellung seines Lebens u. Wirkens (Bamberg 1889).